# Lise Nørgaard
Elise (Lise) Nørgaard, född Jensen den 14 juni 1917 i Roskilde, död 1 januari 2023 i Humlebæk, var en dansk journalist och författare. Hon är i Sverige mest känd som idégivare och medförfattare till TV-serien Matador.

## Priser och utmärkelser
- Publicistprisen,  1982[6]
- Victorpriset,  1982[7]
- Årets hedershantverkare,  1988[8]
- De Gyldne Laurbær, för Kun en pige,  1992[9]
- Rødekro Kulturpris,  1993[10]
- Riddare av Dannebrogorden,  1994[6]
- Danske Dramatikeres hederspris,  2017[11][12]

[Redigera Wikidata]